# Maxent (Ille-et-Vilaine)
Maxent ist eine französische Gemeinde mit 1.457 Einwohnern (Stand: 1. Januar 2022) in der Region Bretagne. Sie gehört zum Département Ille-et-Vilaine, zum Arrondissement Rennes und zum Kanton Montfort-sur-Meu. Die Bewohner werden Maxentais und Maxentaises genannt.
Maxent grenzt im Nordwesten an Plélan-le-Grand, im Nordosten an Treffendel, im Osten an Baulon, im Südosten an Bovel, im Süden an Campel und im Südwesten an Maure-de-Bretagne und Loutehel. Das Siedlungsgebiet befindet sich durchschnittlich auf 110 Metern über Meereshöhe.

## Bevölkerungsentwicklung
| Jahr      | 1962 | 1968 | 1975 | 1982 | 1990 | 1999 | 2008 | 2013 | 2020 |
| --------- | ---- | ---- | ---- | ---- | ---- | ---- | ---- | ---- | ---- |
| Einwohner | 1209 | 1149 | 1087 | 982  | 980  | 1040 | 1263 | 1422 | 1467 |

## Sehenswürdigkeiten
Siehe auch: Liste der Monuments historiques in Maxent (Ille-et-Vilaine)
- Pfarrkirche Saint-Sauveur aus dem 10. Jahrhundert
- Schloss Hayes und Brunnen Saint-Maxent, beide aus dem 19. Jahrhundert

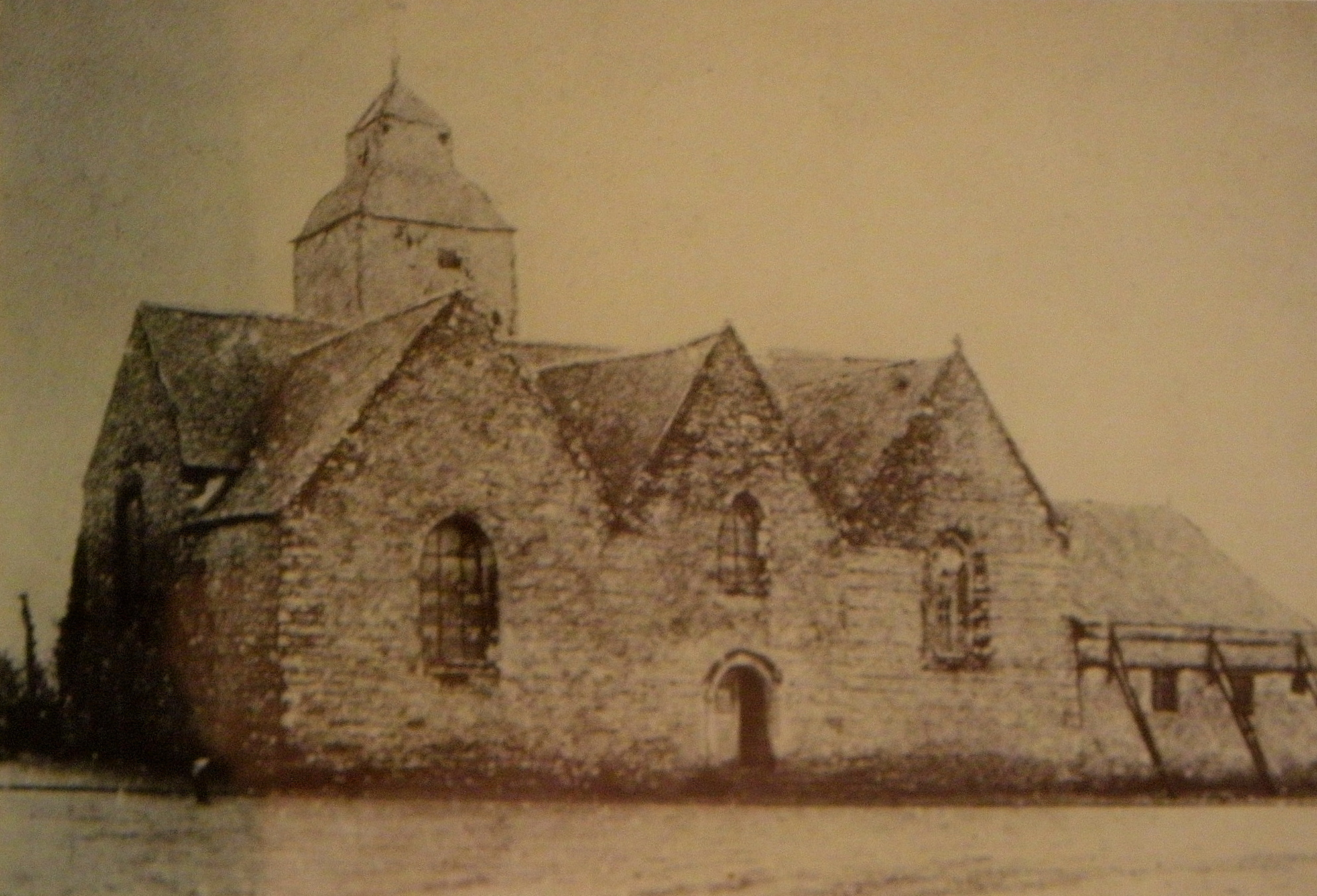
Ehemalige Kirche
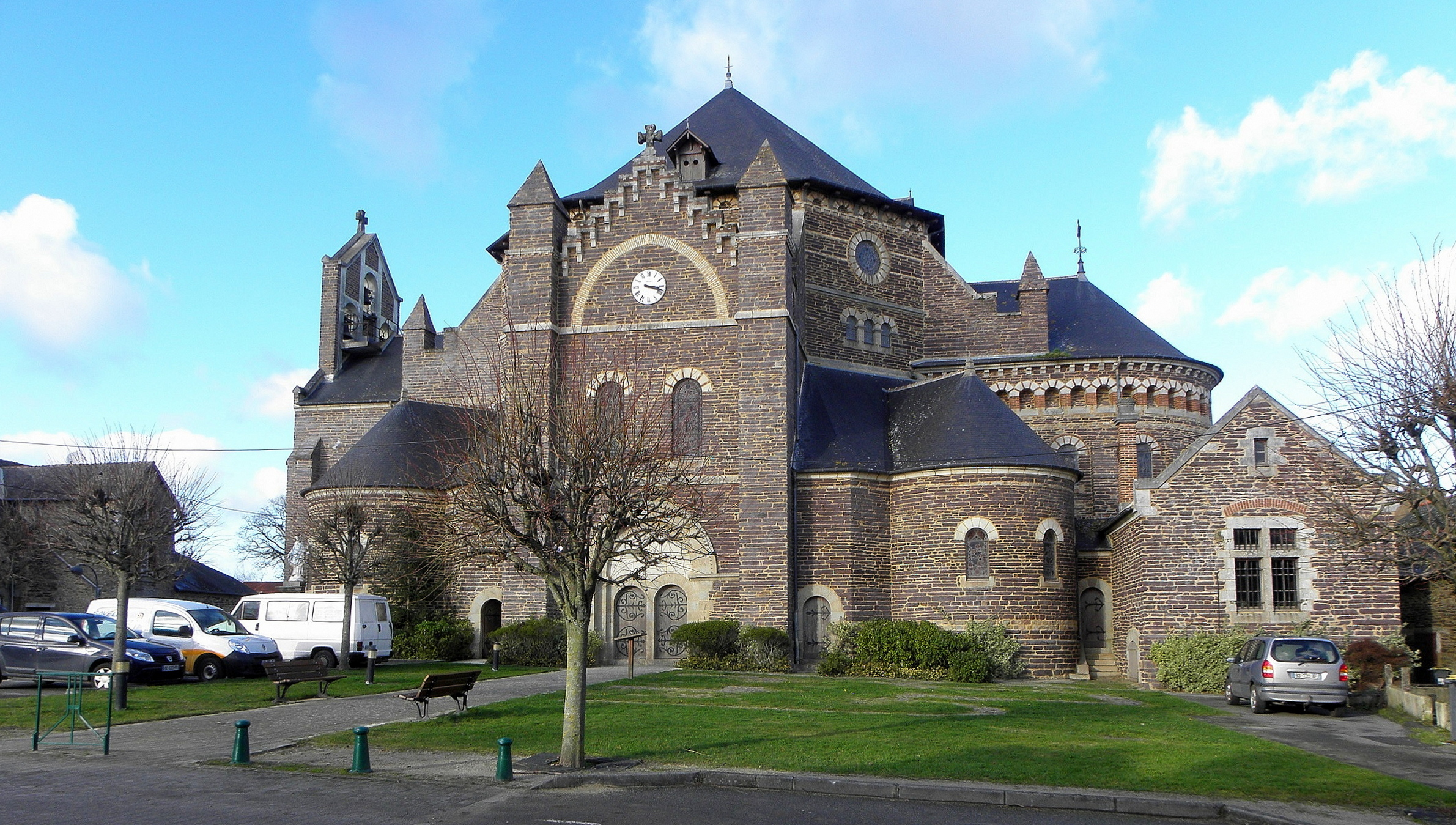
Kirche Saint-Sauveur
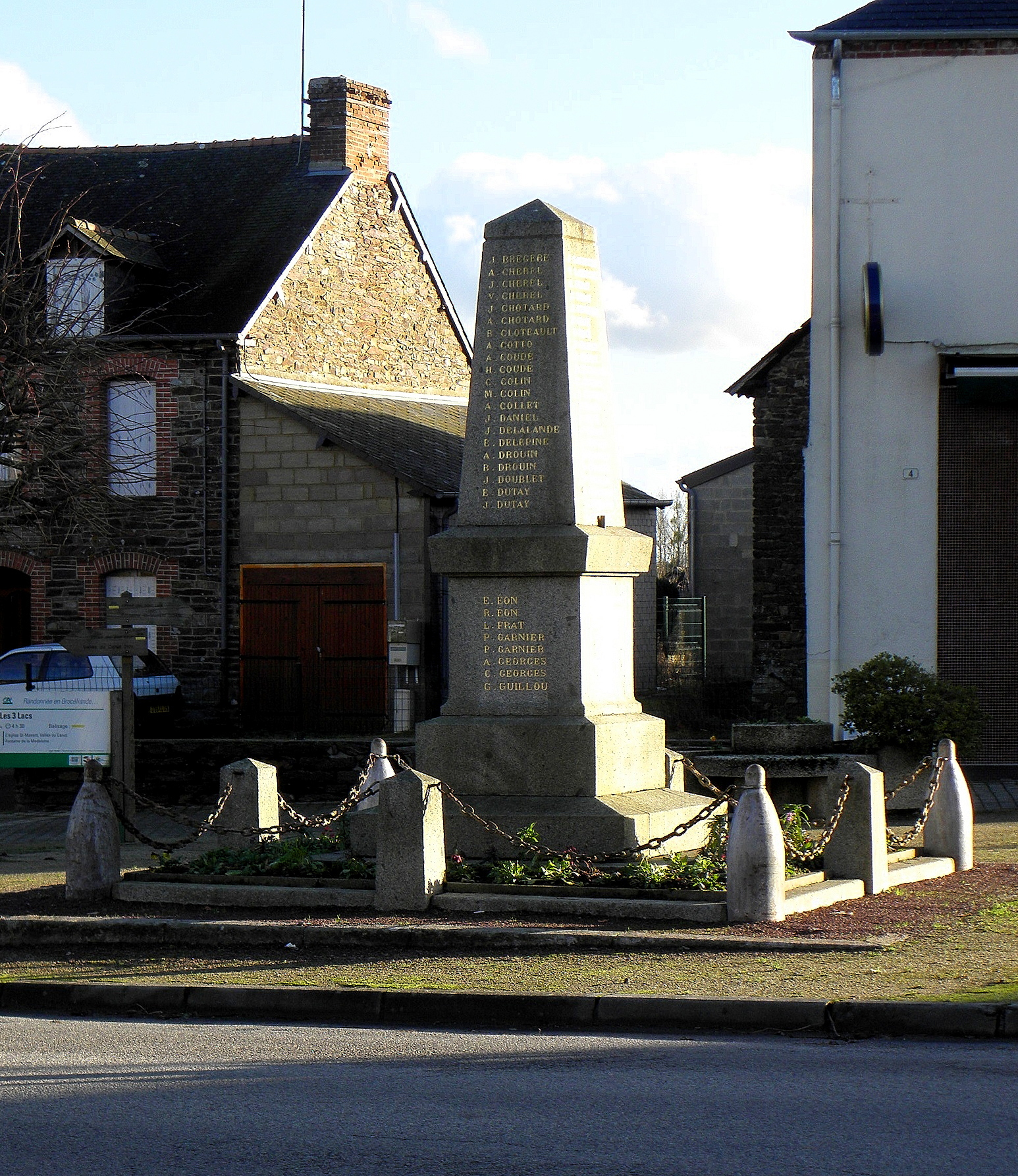
Kriegerdenkmal